# Gmina Debrzno
Gmina Debrzno là một gmina thành thị-nông thôn (quận hành chính) ở huyện Człuchów, Pomeranian Voivodeship, ở miền bắc Ba Lan. Khu vực hành chính của nó là thị trấn Debrzno, nằm khoảng 16 kilômét (10 mi) về phía tây nam của Człuchów và 131 km (81 mi) về phía tây nam của thủ phủ khu vực Gdańsk.
Gmina có diện tích là 224,17 kilômét vuông (86,6 dặm vuông Anh), và tính đến năm 2006, tổng dân số của nó là 9,403 người (trong đó dân số của Debrzno lên tới 5.359 người, và dân số của vùng nông thôn của gmina là 4.044 người).

## Làng
Ngoài thị trấn Debrzno, Gmina Debrzno bao gồm các làng và các khu định cư như Boboszewo, Bolesławowo, Buchowo, Buka, Buszkowo, Cierznie, Drozdowo, Główna, Gniewno, Grzymisław, Kamień, Kostrzyca, Miłachowo, Myśligoszcz, Nierybie, Nowe Gronowo, Ostrza, Pędziszewo, Pokrzywy, Poręba, Prusinowo, Przypólsko, Rozdoły, Rozwory, Skowarnki, Słupia, Służewo, tự mãn, Stanisławka, Stare Gronowo, Strzeczona, Strzeczonka, Strzeszyn, Uniechów và Uniechówek.

## Gmina lân cận
Gmina Debrzno giáp với các gmina khác như Czarne, Człuchów, Kamień Krajeński, Lipka, Okonek và Sępólno Krajeńskie.